# Intoneren (gitaar)
Het intoneren van een gitaar is het afstellen van het instrument met fretten, zodanig dat deze bij het positioneren van de vingers de juiste intonatie heeft.

## Geschiedenis
In de Renaissance bezaten snaarinstrumenten als de vedel, de viola da gamba maar ook de gitaar verplaatsbare fretten. Deze bestonden uit leer of darmen en werden vastgeknoopt aan de hals van het instrument. Daarom werd zo'n fret ook wel bunde genoemd om het ermee kunnen "binden" aan te geven. Dit knopen van fretten is heden ten dage nog te vinden bij de saz. Om instrumenten te intoneren verplaatste men eenvoudig de fretten naar de gewenste stemming. Het gebruik ervan maakt het bespelen van het instrument gemakkelijker vergeleken met fretloze instrumenten, aangezien er eenvoudiger zuivere noten gespeeld worden. Een nadeel is dat men beperkt is tot een aantal intervallen per snaar. Een voordeel is wel dat men eenvoudig meerdere snaren tegelijk zuiver kan laten klinken.

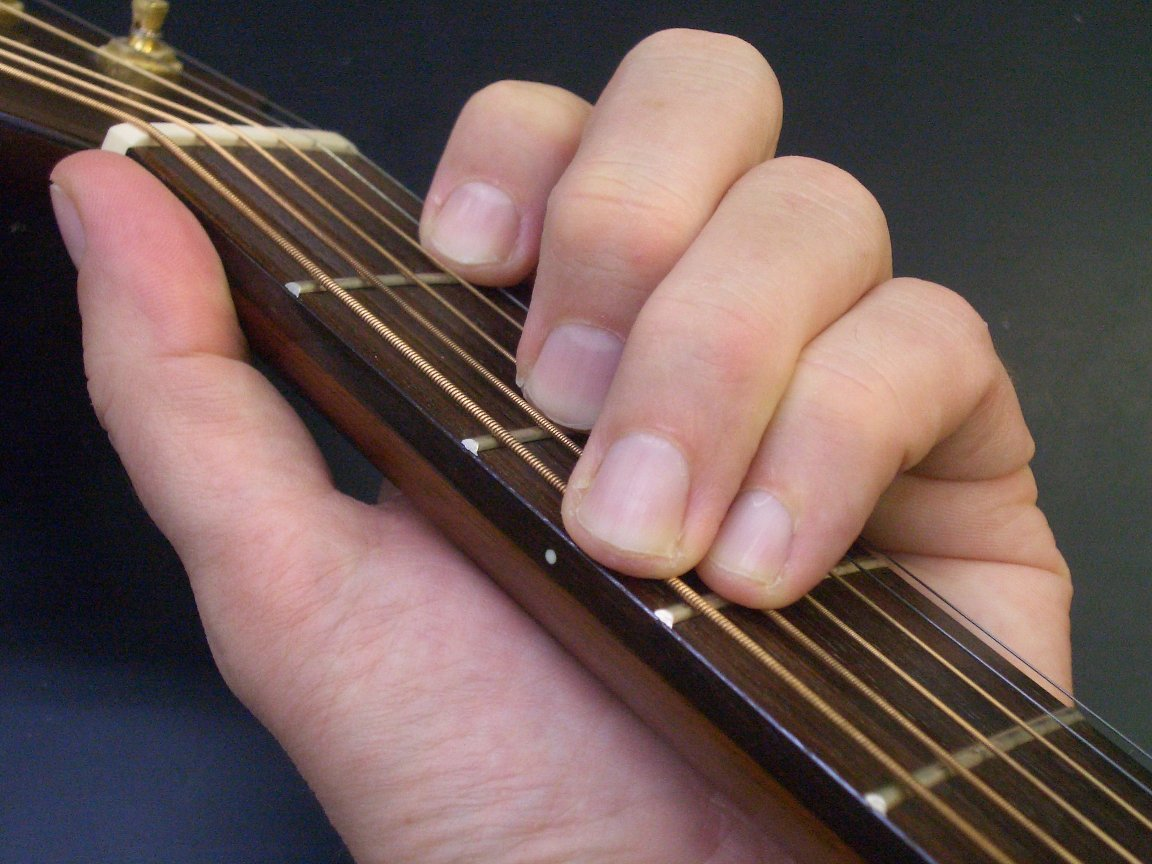
eerste 4 fretten van een gitaar (C-majeur akkoord)

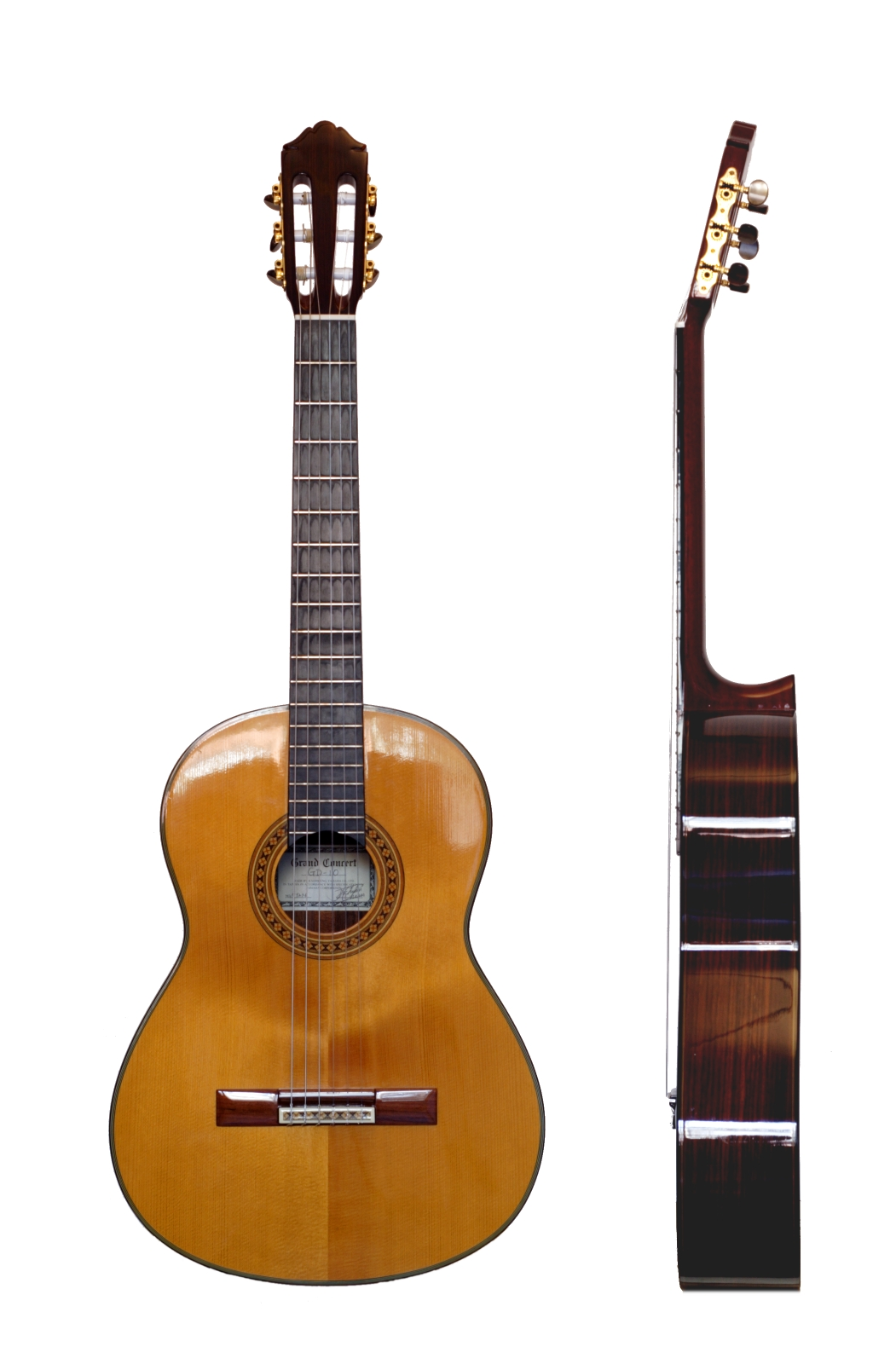
Spaanse gitaar

## Huidige situatie bij de gitaar
Bij de contemporaine versies van de gitaar en basgitaar liggen de fretten tegenwoordig in de hals van een snaarinstrument vast. In de westerse muziek is dit gebaseerd op de reine stemming. Het octaaf (het interval tussen twee tonen waarvoor geldt dat de frequentie van de ene toon precies het dubbele is van die van de andere) is op een enkele snaar precies op de helft van de snaarlengte te vinden. Dit octaaf wordt verdeeld in twaalf intervallen: de twaalf tonen van de toonladder.

## Procedure
Het intoneren gaat in grote lijnen als volgt (benadering in één dimensie). Aangenomen dat de frets op de juiste manier op de hals zijn geplaatst, is de afstand tussen de kam en de 12e fret de helft van de totale snaarlengte. De snaarlengte wordt echter bepaald door de kam en de positie van de brug. De positie van de brug is meestal de enige vrijheidsgraad om de snaarlengte aan te passen. Als de brug op de juiste positie staat, dan is de gitaar goed geïntoneerd. Dit kan worden gecontroleerd met een digitale frequentiemeter ofwel een stemapparaat. Met een geoefend gehoor is dit ook goed mogelijk. Een normale noot op de twaalfde fret moet dan exact overeenkomen met een flageolet op de twaalfde fret. Op elektrische gitaren bevat de brug geen kam maar brugzadels. Deze zijn, afhankelijk van het type brug met behulp van een kleine schroevendraaiers en/of inbussleutels in hoogte en afstand af te stellen wat het intoneren vergemakkelijkt.

## Bijkomende afstemmingsproblemen
In de praktijk spelen de overige dimensies ook een rol. Één daarvan is de afstand van de snaar tot de frets (de zogenaamde actie). Deze zorgt voor een kleine hoek tussen fret en brug, die ook bij de intonatie een rol speelt. De hoogte van de brug heeft zodoende niet alleen invloed op de actie, maar ook op de intonatie. Na het afstellen van de actie moet het instrument vaak opnieuw geïntoneerd worden. Ten tweede, omdat de hals vaak niet vlak is, maar een zekere bolling heeft, dient de brug deze vorm te volgen. In het ergste geval is de hals getordeerd, waardoor het instrument niet of slecht geïntoneerd kan worden.

Gitaarhals met halspen

Verder is de hals niet recht, aangezien de snaren een trekspanning uitoefenen. Dit zorgt voor een zekere halszetting:
1. een zogenaamde up-bow als een boog wanneer de kracht van de snaren te groot is, of
2. een zogenaamde down-bow wanneer de compenserende kracht te groot is.

Deze compensatie is bij westerngitaren en elektrische (bas)gitaren meestal uitgevoerd in de vorm van een halspen. Deze metalen stang zit over de hele lengte van de hals en kan versteld worden om het buigen van het hout tegen te gaan. Deze metalen pen dient dus om de trekkracht van de stalen snaren te compenseren. Zoals dat bij veel gitaaronderdelen het geval is, is de Engelse naam ervan in het Nederlands ook gangbaar. Bij een halspen is dat truss-rod. Bij sommige uitvoeringen van basgitaren (meestal met 6 of meer snaren, dus grotere krachten) zijn er twee halspennen om dit (maar ook torsie) te voorkomen.
Het wisselen van (type) snaren, een andere stemming (scordatura), of wisseling van temperatuur en/of luchtvochtigheid kan dus een andere halszetting ten gevolge hebben. Omdat het hout van de hals niet instantaan (terug)buigt kan het wel uren duren voordat het instrument weer in balans is, waarna het intoneren weer opnieuw kan beginnen. Dit is overigens voor sommige gitaarbouwers een reden geweest om voor de hals materialen anders dan hout te gebruiken, zoals grafiet of aluminium.

Klassieke gitaren zijn voorzien van nylon snaren en hebben vanwege de geringe trekkracht in vergelijking met stalen snaren geen metalen pen nodig.